# Episodi di The Dick Van Dyke Show (quarta stagione)
La quarta stagione della serie televisiva The Dick Van Dyke Show è andata in onda negli Stati Uniti dal 23 settembre 1964 al 26 maggio 1965 sulla CBS.
| nº | Titolo originale                         | Prima TV USA      |
| -- | ---------------------------------------- | ----------------- |
| 1  | My Mother Can Beat Up My Father          | 23 settembre 1964 |
| 2  | The Ghost of A. Chantz                   | 30 settembre 1964 |
| 3  | The Lady and the Babysitter              | 7 ottobre 1964    |
| 4  | A Vigilante Ripped My Sports Coat        | 14 ottobre 1964   |
| 5  | The Man from 'Emperor'                   | 21 ottobre 1964   |
| 6  | Romance, Roses, and Rye Bread            | 28 ottobre 1964   |
| 7  | 4½                                       | 4 novembre 1964   |
| 8  | The Alan Brady Show Goes to Jail         | 11 novembre 1964  |
| 9  | Three Letters from One Wife              | 18 novembre 1964  |
| 10 | Pink Pills and Purple Parents            | 25 novembre 1964  |
| 11 | It Wouldn't Hurt Them to Give Us a Raise | 2 dicembre 1964   |
| 12 | The Death of the Party                   | 9 dicembre 1964   |
| 13 | My Two Showoffs and Me                   | 16 dicembre 1964  |
| 14 | Stretch Petrie vs. Kid Schenk            | 30 dicembre 1964  |
| 15 | Brother, Can You Spare $2500?            | 6 gennaio 1965    |
| 16 | The Impractical Joke                     | 13 gennaio 1965   |
| 17 | Stacey Petrie: Part I                    | 20 gennaio 1965   |
| 18 | Stacey Petrie Part II                    | 27 gennaio 1965   |
| 19 | Boy #1, Boy #2                           | 3 febbraio 1965   |
| 20 | The Redcoats Are Coming                  | 10 febbraio 1965  |
| 21 | The Case of the Pillow                   | 17 febbraio 1965  |
| 22 | Young Man with a Shoehorn                | 24 febbraio 1965  |
| 23 | Girls Will Be Boys                       | 3 marzo 1965      |
| 24 | Bupkis                                   | 10 marzo 1965     |
| 25 | Your Home Sweet Home Is My Home          | 17 marzo 1965     |
| 26 | Anthony Stone                            | 24 marzo 1965     |
| 27 | Never Bathe on Saturday                  | 31 marzo 1965     |
| 28 | Show of Hands                            | 14 aprile 1965    |
| 29 | Baby Fat                                 | 21 aprile 1965    |
| 30 | One Hundred Terrible Hours               | 5 maggio 1965     |
| 31 | Br-rooom, Br-rooom                       | 12 maggio 1965    |
| 32 | There's No Sale Like Wholesale           | 26 maggio 1965    |

## My Mother Can Beat Up My Father
- Prima televisiva: 23 settembre 1964

### Trama
- Guest star: Tom Avera (Ed Wilson), Imelda de Martin (Miss Taylor), Paul Gilbert (Mr. Cavendish), Ken Berry (Tony Daniels), Lou Cutell (Vinnie)

## The Ghost of A. Chantz
- Prima televisiva: 30 settembre 1964

### Trama
- Guest star: Maurice Brenner (Mr. Little), Milton Parsons (custode), Ed McCready (Cameraman)

## The Lady and the Babysitter
- Prima televisiva: 7 ottobre 1964

### Trama
- Guest star: Eddie Hodges (Roger McChesney)

## A Vigilante Ripped My Sports Coat
- Prima televisiva: 14 ottobre 1964

### Trama
- Guest star:

## The Man from 'Emperor'
- Prima televisiva: 21 ottobre 1964

### Trama
- Guest star: Tracy Butler (Miss Finland), Sally Carter-Ihnat (Florence), Lee Philips (Drew Patton), Nadia Sanders (Coffee Girl), Gloria Neil (Laura), Abdullah Abbas (Masseur)

## Romance, Roses, and Rye Bread
- Prima televisiva: 28 ottobre 1964

### Trama
- Guest star: Jeri Lou James (Usherette), Sid Melton (Bert Monker), Eddie Smith (Audience Member)

## 4½
- Prima televisiva: 4 novembre 1964

### Trama
- Guest star: Don Rickles (Lyle Delp)

## The Alan Brady Show Goes to Jail
- Prima televisiva: 11 novembre 1964

### Trama
- Guest star: Vincent Barbi (Convict), Allan Melvin (guardia Jenkins), Don Rickles (Lyle Delp), Robert Strauss (Boxer Morrison), Ken Lynch (Warden Walter Jackson), Arthur Batanides (Harry Tinker), Al Ward (guardia)

## Three Letters from One Wife
- Prima televisiva: 18 novembre 1964

### Trama
- Guest star: Valerie Yerke (Miss Thomas)

## Pink Pills and Purple Parents
- Prima televisiva: 25 novembre 1964

### Trama
- Guest star: Tom Tully (Sam Petrie), Isabel Randolph (Clara Petrie)

## It Wouldn't Hurt Them to Give Us a Raise
- Prima televisiva: 2 dicembre 1964

### Trama
- Guest star: Roger C. Carmel (madre di Doug Wesley)

## The Death of the Party
- Prima televisiva: 9 dicembre 1964

### Trama
- Guest star: Patty Regan (Cousin Grace), Jane Dulo (Cousin Margaret), Willard Waterman (zio Harold), Pitt Herbert (Paul)

## My Two Showoffs and Me
- Prima televisiva: 16 dicembre 1964

### Trama
- Guest star: Doris Singleton (Lorraine Gilman)

## Stretch Petrie vs. Kid Schenk
- Prima televisiva: 30 dicembre 1964

### Trama
- Guest star: Judy Taylor (Model), Lynn Borden (Model), Jack Carter (Neil Schenk), Peter Hobbs (Bill Sampson), Albert Carrier (capo cameriere), Sally Carter-Ihnat (ragazza)

## Brother, Can You Spare $2500?
- Prima televisiva: 6 gennaio 1965

### Trama
- Guest star: Larry J. Blake (poliziotto), Sheila Rogers (Warren), Gene Baylos (Main Hobo), Herbie Faye (Harry Keen), Jimmy Cross (Hobo), Tiny Brauer (Hobo), Brian Nash (Warren)

## The Impractical Joke
- Prima televisiva: 13 gennaio 1965

### Trama
- Guest star: Lennie Weinrib (Phil Franklin), Alvy Moore (William Handlebuck)

## Stacey Petrie: Part I
- Prima televisiva: 20 gennaio 1965

### Trama
- Guest star: Jerry Van Dyke (Stacey Petrie), Bill Idelson (Herman Glimscher), Howard Wendell (dottor Lemler)

## Stacey Petrie Part II
- Prima televisiva: 27 gennaio 1965

### Trama
- Guest star: Herbie Faye (Lou Temple), Jane Wald (Julie Kinkaid), Jerry Van Dyke (Stacey Petrie), Kendrick Huxham (Tinker)

## Boy #1, Boy #2
- Prima televisiva: 3 febbraio 1965

### Trama
- Guest star: Peter Oliphant (Freddie Helper), Colin Male (annunciatore)

## The Redcoats Are Coming
- Prima televisiva: 10 febbraio 1965

### Trama
- Guest star: Shelley Cochran (ragazza), Wendy Wilson (Janie), Chad Stuart (Ernie), Jeremy Clyde (Freddie), William Beckley (Richard Karp), Trudi Ames (Margie), Eleanor Sommers (Estelle), Mollie Howerton (Phoebe), Linda Cochran (ragazza)

## The Case of the Pillow
- Prima televisiva: 17 febbraio 1965

### Trama
- Guest star: Amzie Strickland (May Wiley), Alvy Moore (Wiley), Ed Begley (giudice), Joel Fluellen (ufficiale pubblico)

## Young Man with a Shoehorn
- Prima televisiva: 24 febbraio 1965

### Trama
- Guest star: LaRue Farlow (Sexy Girl), Jane Dulo (cliente), Lou Jacobi (Lou Sorrell), Milton Frome (Sid), Amzie Strickland (Laughing Woman), Irving Bacon (Man Customer)

## Girls Will Be Boys
- Prima televisiva: 3 marzo 1965

### Trama
- Guest star: Bernard Fox (Ogden Darwell), Doris Singleton (Doris Darwell), Tracy Stratford (Priscilla Darwell)

## Bupkis
- Prima televisiva: 10 marzo 1965

### Trama
- Guest star: Deedee Sperling (Dum-Dums (voice), Charlie Dugdale (Mr. Doldan), Greg Morris (Frank 'Sticks' Mandalay), Robert Ball (Buzzy Potter), Patty Regan (segretario/a), Tim Herbert (Songwriter), Dick St. John (Dum-Dums, voice)

## Your Home Sweet Home Is My Home
- Prima televisiva: 17 marzo 1965

### Trama
- Guest star: Stanley Adams (Jack Parkly), Eddie Ryder (Bert Steele)

## Anthony Stone
- Prima televisiva: 24 marzo 1965

### Trama
- Guest star: Richard Angarola (Anthony Stone), Bob Hoffman (cameriere)

## Never Bathe on Saturday
- Prima televisiva: 31 marzo 1965

### Trama
- Guest star: Kathleen Freeman (cameriera), Bill Idelson (Bruce), Bernard Fox (detective), Arthur Malet (tecnico)

## Show of Hands
- Prima televisiva: 14 aprile 1965

### Trama
- Guest star: Joel Fluellen (Roger Johnson), Henry Scott (Joe Clark), Herkie Styles (fattorino)

## Baby Fat
- Prima televisiva: 21 aprile 1965

### Trama
- Guest star: Richard Erdman (Buck Brown), Sandy Kenyon (Lionel Dann), Strother Martin (Harper Worthington Yates)

## One Hundred Terrible Hours
- Prima televisiva: 5 maggio 1965

### Trama
- Guest star: Howard Wendell (Mr. Chambers), Dabbs Greer (Mr. Waring), Fred Clark (William Van Buren), Harry Stanton (dottor Gage)

## Br-rooom, Br-rooom
- Prima televisiva: 12 maggio 1965

### Trama
- Guest star: Carl Reindel (Gus), Robert Random (Mouse), Sandy Kenyon (ufficiale di polizia), Jimmy Murphy (Jolly), Linda Marshall (Doris)

## There's No Sale Like Wholesale
- Prima televisiva: 26 maggio 1965

### Trama
- Guest star: Peter Brocco (Emil), Jane Dulo (Opal Levinger), Lou Krugman (Nunzio Vallani), A.G. Vitanza (Mr. Garnett)